# Rothschild (geslacht)

Wapenschild

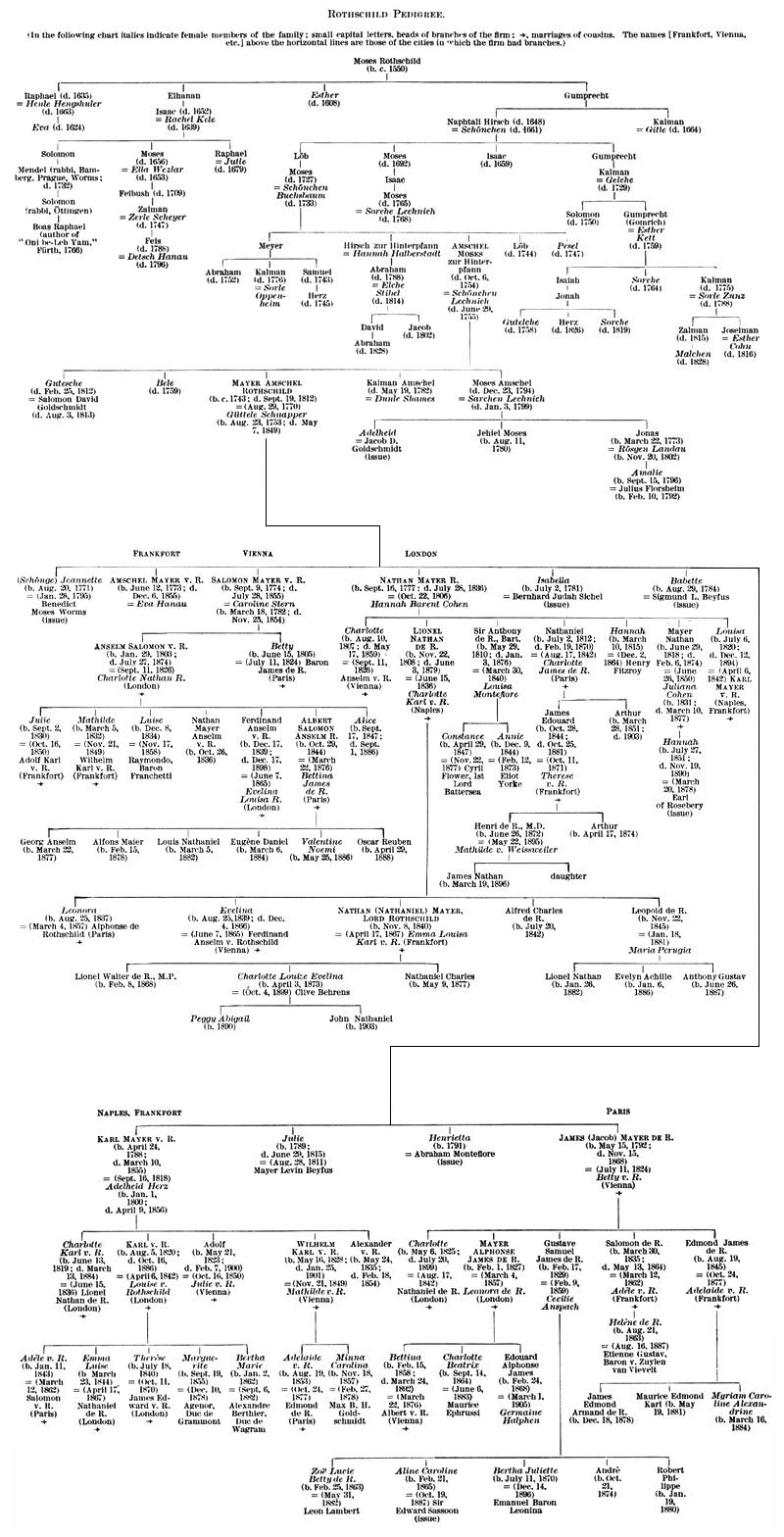
Stamboom van de familie Rothschild

Rothschild is een internationale dynastie van Duits-Joodse oorsprong. De familie is vooral bekend door haar werk op financieel gebied, zoals bankieren. In Oostenrijk, Frankrijk en het Verenigd Koninkrijk hebben veel leden van de familie adellijke titels.

## Oorsprong
Mayer Amschel Rothschild (1744–1812) wordt doorgaans gezien als de stamvader van de Joodse familie. Hij was de zoon van Amschel Moses Rothschild, een geldwisselaar. De familie ontleende haar naam aan een embleem met een rood schild op het huis van een van zijn voorouders. Mayer Amschel Rothschild werd geboren in het getto van Frankfurt am Main, maar werkte zich een weg omhoog in de bankierswereld. Zijn activiteit breidde zich al snel uit over Europa via zijn vijf zonen, die door hem werden uitgestuurd naar vijf grote Europese steden. Wel zag hij erop toe dat de controle over alle takken van zijn bedrijf altijd in handen van de familie bleef. Hij hield het fortuin bovendien in de familie via huwelijkspolitiek. Zo trouwde zijn oudste dochter met Benedikt Moses Worms, een telg uit een ander bankiersgeslacht.
Zijn zonen waren:
- Amschel Mayer Rothschild (1773–1855): Frankfurt
- Salomon Mayer Rothschild (1774–1855): Wenen
- Nathan Mayer Rothschild (1777–1836): Londen
- Calmann Mayer Rothschild (1788–1855): Napels
- Jakob Mayer Rothschild (1792–1868): Parijs

Het wapenschild van de familie is een gesloten vuist met daaromheen vijf pijlen, refererend aan de vijf zonen van Mayer Amschel Rothschild. Het familie-motto is: Concordia, Integritas, Industria (Harmonie, Integriteit, Bedrijvigheid).
In 1816 werden vier van de broers door de Oostenrijkse keizer Frans I in de adelstand verheven. Allemaal kregen ze de titel baron of freiherr. In 1885 kreeg Nathan Mayer Rothschild II, een lid van de Londense tak van de familie, de adellijke titel Baron.
De Rothschilds werden de financiers van de machtigen der aarde en financierden onder andere het Afrikaanse imperium van Cecil Rhodes en de aanleg van het Suezkanaal. Ze werden de hoofdaandeelhouder van De Beers in Zuid-Afrika. De familie belegde ook in kunst, in vastgoed en wijndomeinen en deed aan liefdadigheid.
Het revolutiejaar 1848, de crisis van de jaren 1930 en het antisemitisme voor en tijdens de Tweede Wereldoorlog deden een deel van het fortuin van de familie verdwijnen.

## Enkele telgen
- Alphonse James de Rothschild (1827–1905), Frans bankier, wijnbouwer en eigenaar Château Lafite Rothschild
- Charles Rothschild (1877–1923), Brits bankier en entomoloog
- Eric de Rothschild (1940), Frans bankier
- Henri de Rothschild (overleden 1947), Frans bankier, arts en schrijver
- Guy de Rothschild (1909–2007), Frans bankier
- Barones Hélène van Zuylen geboren Hélène de Rothschild (1863–1947), Franse societyfiguur en schrijfster
- Jacob Rothschild (1936-2024), Brits bankier
- Lionel Walter Rothschild (1868–1937), Brits bankier, politicus en zoöloog